# نرماندی علیا
نورماندی علیا (به فرانسوی: Haute-Normandie) (به نورمنی: Ĥâote-Normaundie)، یکی از ۲۶ نواحی فرانسه است. ناحیه نرماندی بالا، پس از تقسیم نرماندی به دو بخش نورماندی علیا و نورماندی پایین، در سال ۱۹۵۶ با دو شهرستان سن ماریتیم و ارو به وجود آمد.

## تاریخچه منطقه

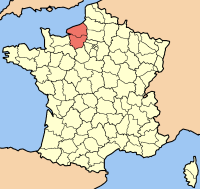
ناحیه نرماندی بالا در فرانسه

نورماندی علیا، در سال ۱۹۵۶ با دو شهرستان سن ماریتیم و ارو به وجود آمد. این جداسازی، همچنان جنجال‌برانگیز است و عده‌ای همچنان خواستار به هم پیوستن دوبارهٔ نورماندی علیا و نورماندی سفلی به یکدیگرند. به هر روی، نام نورماندی علیا پیش از سال ۱۹۵۶ نیز برای اشاره به مناطق تحت اداره این سرزمین وجود داشته‌است. این مناطق شامل پی دو کو (به فرانسوی: Pays de Caux)، پی دو بره (به فرانسوی: Pays de Bray)، روموا (به فرانسوی: Roumois)، کامپانی دو لونوبورگ (به فرانسوی: Campagne of Le Neubourg)، پلان دو سن آندره (به فرانسوی: the Plaine de Saint André) و وکسن نورمان (به فرانسوی: Norman Vexin) می‌شود.
در حال حاضر، پی دوژ (به فرانسوی: Pays d'Auge)، بخشی از پی دوش (به فرانسوی: Pays d'Ouche) نورماندی سفلی است.
روان، مرکز ناحیه نورماندی علیا است. این منطقه به‌دلیل داشتن ساختمان‌ها و کلیساهای قدیمی، همواره در طول تاریخ بخش مهمی به حساب آمده‌است. همچنین روان، بلندترین برج کلیسا را در میان کلیساهای فرانسه داراست. همچنین لو آور (به فرانسوی: Le Havre)، کلان‌شهر نورماندی علیاست و با منطقه ردبریج شهر لندن دارای پیمان همبستگی خواهر خواندگی است.
اقتصاد این منطقه بر پایه کشاورزی، صنعت، پتروشیمی و گردشگری بنا شده‌است.

## شهرهای خواهرخوانده
منطقه ردبریج شهر لندن